# Sombrero cónico asiático

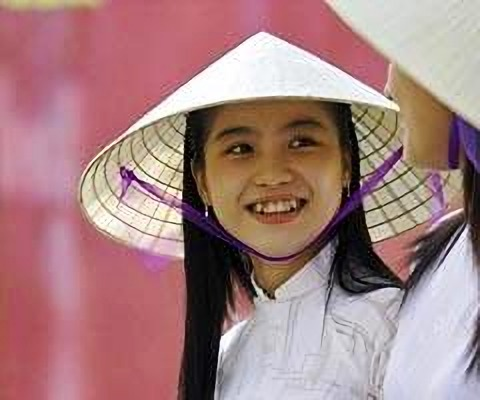
Colegiala vistiendo un ao dai blanco y un nón lá, atuendo característico de la ciudad central de Huế, Vietnam.

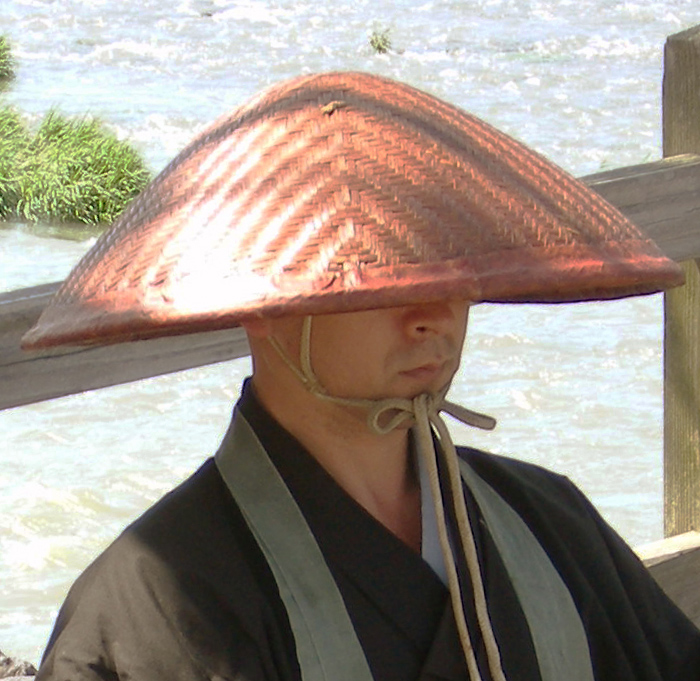
Sombrero de cono de paja usado por un monje budista japonés.

El sombrero cónico asiático, comúnmente conocido como sombrero de arroz asiático, o simplemente sombrero de arroz, pero también sombrero chino, sombrero oriental o sombrero de campesino, es un tipo simple de sombrero, principalmente, para resguardarse del sol, de forma cónica, originario del este, sur y sureste de Asia; y notablemente en las naciones y regiones modernas de China, Taiwán, partes de Manchuria Exterior, Bangladés, Bután, Camboya, India, Indonesia (denominado caping), Japón, Corea, Laos, Malasia, Myanmar, Filipinas, Nepal, Tíbet, Tailandia y Vietnam. Se sujeta a la cabeza con una cinta de tela (a menudo de seda) o de fibra.
El sombrero de Vietnam, (en vietnamita: nón tơi) es atuendo característico del país. Es un sombrero muy utilizado como protección contra el sol y la lluvia; suelen llevarlo los campesinos que trabajan en los arrozales. La traducción literal al castellano significa "sombrero cónico" y su uso no sólo está restringido a Vietnam.

## Nombres regionales
En el Sudeste Asiático, se le conoce como do'un (ដួន) en Camboya; caping en Indonesia; koup (ກຸບ) en Laos; terendak en Malasia; "ngob" (งอบ) en Tailandia; jamauk (ခမောက်) en Myanmar; salakot, sarok, sadok, s'laong, hallidung, kallugong y tabungaw, entre otros nombres, en Filipinas; y nón lá en Vietnam.
En el este de Asia se le llama dǒulì (斗笠, que literalmente significa 'sombrero de bambú un-dǒu') en China; kasa (笠) en Japón y satgat (삿갓) en Corea.
En el sur de Asia, se conoce como jaapi (জাপি) en Assam (India) y en Bangladés se conoce como mathal (মাথাল).